# ابراهیم بن جعفر همدانی
ابراهیم بن جعفر همدانی (؟ -۸۸۵م) نظامی خوارجی و انقلابی در سدهٔ سوم هجری بود. از امیران صاحب الزنج در قیامش بود و در نبرهای بسیاری شرکت داشت تا اینکه در سال ۲۷۰ق اسیر شد. موفق بالله او را زندانی نمود و سپس او را کشت.